# Cyclopeplus cyaneus
Cyclopeplus cyaneus là một loài bọ cánh cứng trong họ Cerambycidae.